# The French Dispatch of the Liberty, Kansas Evening Sun
The French Dispatch of the Liberty, Kansas Evening Sun, noto anche semplicemente come The French Dispatch, è un film del 2021 diretto da Wes Anderson.
La pellicola è una commedia drammatica, descritta da Anderson, regista, coautore del soggetto, della sceneggiatura e coproduttore, come "una lettera d'amore nei confronti dei giornalisti, ambientata nella sede di una rivista statunitense in una città francese del XX secolo", comprende un cast corale di cui fanno parte Benicio del Toro, Frances McDormand, Jeffrey Wright, Adrien Brody, Tilda Swinton, Timothée Chalamet, Saoirse Ronan, Léa Seydoux, Owen Wilson, Mathieu Amalric, Lyna Khoudri, Cécile de France, Bill Murray, Elisabeth Moss, Willem Dafoe, Edward Norton, Christoph Waltz e Anjelica Huston.

## Trama
Arthur Howitzer Jr., direttore del giornale The French Dispatch, muore improvvisamente per un attacco di cuore. Secondo le volontà espresse nel suo testamento, la pubblicazione del giornale viene sospesa dopo un ultimo numero d'addio, in cui vengono ripubblicati i migliori articoli delle passate edizioni, insieme a un necrologio.
Il reporter ciclista
Herbsaint Sazerac fa un giro in bicicletta per la città di Ennui, mostrandone alcune zone tipiche come la sala giochi, il caffè Le Sans Blague e un vicolo di borseggiatori. Mette a confronto il passato e il presente di ciascun luogo, mostrando la coesistenza di continuità e cambiamento.
Il capolavoro di cemento
Moses Rosenthaler, artista mentalmente disturbato che sta scontando una pena nella prigione di Ennui per omicidio, dipinge un nudo astratto di Simone, agente penitenziaria con cui sviluppa una forte relazione. Julien Cadazio, mercante d'arte che sta scontando una condanna per evasione fiscale, è attratto dal quadro dopo averlo visto ad una mostra d'arte per detenuti, e - nonostante le proteste di Rosenthaler - lo compra. Al suo rilascio convince la sua famiglia di mercanti d'arte a promuovere il dipinto; Rosenthaler diventa famoso nel mondo dell'arte e si crea una forte richiesta di altre sue opere. Nel frattempo il prigioniero si dedica, in segreto, ad un progetto a lungo termine.
Tre anni dopo Cadazio e una folla di collezionisti, esasperati per la mancanza di altre opere disponibili, irrompono nella prigione per costringere Rosenthaler a produrre nuovi quadri. Scoprono che ha dipinto una serie di dieci enormi affreschi nella sala della prigione. Arrabbiato per il fatto che i dipinti sono inamovibili, Cadazio ha un alterco con Rosenthaler. Ne consegue una rivolta dei detenuti, che aggrediscono i collezionisti. Per il suo intervento in difesa dei collezionisti, Rosenthaler verrà rilasciato in libertà vigilata, mentre Cadazio riuscirà a fare uscire gli affreschi dalla prigione, trasportando con un aereo cargo l'intero muro in un museo privato in Kansas.
Revisioni a un manifesto
La giornalista Lucinda Krementz riferisce di una protesta studentesca che scoppia nelle strade di Ennui e che presto sfocia nella "rivoluzione della scacchiera". Nonostante la sua insistenza nel mantenere "l'integrità giornalistica", ha una breve storia d'amore con Zeffirelli, eccentrico leader della rivolta, e lo aiuta segretamente a scrivere il manifesto, a cui aggiunge un'appendice di suo pugno.
Juliette, una compagna rivoluzionaria, è critica nei confronti del manifesto. Tuttavia, dopo aver espresso il proprio disaccordo sul testo di Zeffirelli, seguirà il consiglio della Krementz che dice ai due di "andare a fare l'amore". Poche settimane dopo, Zeffirelli viene ucciso da una scarica elettrica mentre tenta di riparare l'antenna della stazione radio pirata del movimento. Una sua fotografia diventa il simbolo dei rivoluzionari.
La sala da pranzo privata del commissario di polizia
Durante un'intervista televisiva, Roebuck Wright racconta della sua partecipazione a una cena privata con il commissario di polizia di Ennui, preparata dal leggendario poliziotto-chef tenente Nescaffier. La cena viene interrotta dal rapimento di Gigi, figlio del commissario. Dopo una serie di interrogatori, la polizia scopre il nascondiglio in cui i rapitori tengono il ragazzo in ostaggio, e inizia un appostamento. Dopo una sparatoria, Gigi riesce ad inviare di nascosto un messaggio in codice Morse: "Mandate il cuoco".
Il tenente Nescaffier giunge al rifugio dei rapitori, apparentemente per fornire a loro e a Gigi del cibo, ma col piano d'avvelenarli. I criminali muoiono quasi tutti per il veleno, mentre Nescaffier - costretto ad assaggiare i cibi per primo - sopravvive grazie al suo stomaco di ferro. L'autista della banda, che non aveva mangiato il cibo avvelenato, fugge in auto con Gigi e viene inseguito dalla polizia per le strade della città. Gigi riesce a scappare dal tettuccio della vettura e salta nella macchina della polizia, mentre l'auto del criminale cade da una strada sopraelevata. Nell'ufficio di The French Dispatch, Howitzer dice a Wright di reinserire un brano cancellato - che risulta essere l'unica nota culinaria dell'articolo - in cui il tenente Nescaffier in convalescenza rivela a Wright che il sapore del veleno era diverso da qualsiasi cosa avesse mai assaggiato prima.
Epilogo
Nell'epilogo, lo staff di The French Dispatch è in lutto per la morte di Howitzer, ma si rimette al lavoro per pubblicare l'ultimo numero, dedicato alla sua memoria.

## Produzione

### Cast
Nell'agosto 2018 viene annunciato il nuovo progetto scritto e diretto da Wes Anderson, un musical ambientato in Francia dopo la seconda guerra mondiale. Nel novembre dello stesso anno il produttore Jeremy Dawson entra nel progetto e annuncia che non sarà un musical. Sempre a novembre, Tilda Swinton e Mathieu Amalric sono stati annunciati come membri del cast principale della pellicola, mentre Natalie Portman, Brad Pitt e Léa Seydoux sono entrati in trattative per dei ruoli. La produzione del film è stata confermata il mese seguente, con nel cast Frances McDormand, Bill Murray, Timothée Chalamet, Benicio del Toro e Jeffrey Wright, oltre a Seydoux, Swinton e Amalric.
Lo stesso mese, Lois Smith e Saoirse Ronan si sono unite al cast. Nel gennaio del 2019 Owen Wilson, Adrien Brody, Henry Winkler, Willem Dafoe, Kate Winslet (successivamente uscita dal progetto), Bob Balaban, Steve Park, Denis Ménochet, Lyna Khoudri, Alex Lawther, Vincent Macaigne, Vincent Lacoste, Félix Moati, Benjamin Lavernhe, Guillaume Gallienne e Cécile de France sono stati annunciati come parte del cast. A febbraio è stata annunciata la presenza di Wallace Wolodarsky, Fisher Stevens, Griffin Dunne e Jason Schwartzman. Nell'aprile dello stesso anno sono stati annunciati nel cast Christoph Waltz, Rupert Friend ed Elisabeth Moss.

### Riprese
Le riprese del film sono iniziate nel novembre 2018 ad Angoulême, in Francia e sono terminate nel marzo 2019, con Robert Yeoman come direttore della fotografia. Il budget del film è stato di 25 milioni di dollari.

## Colonna sonora
Per la colonna sonora del film, il regista ha fatto affidamento su due suoi compagni di lunga data: Alexandre Desplat e Randall Poster; in particolare è stato il primo ad avere l'idea di chiamare il pianista Jean-Yves Thibaudet ed accoppiarlo in duetti alquanto insoliti, compresi alcuni con arpa, timpani, fagotto e tuba.
Il tutto è stato registrato totalmente da remoto, a causa della pandemia di COVID-19, per poi venir pubblicato come album sotto forma di CD e in digitale dal 22 ottobre 2021, tramite ABKCO Records (ad eccezione del singolo della soundtrack Obituary, rilasciato già il 14 settembre 2021). È stata pubblicata anche una versione in vinile della colonna sonora, all'inizio del 2022.

## Promozione
L'11 febbraio 2020 è stato diffuso il poster del film, mentre il giorno seguente il primo trailer.

## Distribuzione
Il film, inizialmente previsto nelle sale cinematografiche statunitensi il 24 luglio 2020, è stato rimandato a causa della pandemia di COVID-19 al 16 ottobre 2020, poi ulteriormente posticipato senza una data. Nell'aprile 2021 viene annunciato che il film sarebbe stato presentato al Festival di Cannes 2021.
Il 27 maggio 2021 viene annunciato che il film ha come data di uscita ufficiale il 22 ottobre 2021 nelle sale statunitensi, e l'11 novembre dello stesso anno in quelle italiane.

### Divieti
Negli Stati Uniti il film è vietato ai minori di 17 anni per la presenza di "nudi espliciti e alcuni riferimenti sessuali".

## Accoglienza

### Incassi
Il film ha incassato poco più di 46 milioni di dollari, di cui 16,1 milioni in patria e $ 30,2 all'estero.

### Critica
Sul sito web Rotten Tomatoes, il film riceve il 75% delle recensioni professionali positive, con un voto medio di 7,2/10, basato su 312 recensioni; il consenso critico del sito afferma: "Il film sarà molto apprezzato dai fan per la sua bellezza, calcolata nei minimi dettagli da Wes Anderson".
Anche su Metacritic, il film ottiene un punteggio medio di 74 su 100, basato su 56 critiche, indicando "recensioni generalmente favorevoli".
Per The Guardian, Peter Bradshaw ha scritto che The French Dispatch, nonostante non sia "proprio all'apice del suo successo", è "un piacere"; anche The Hollywood Reporter ha molto apprezzato il film, elogiandone soprattutto le performance "eccentriche" e scrivendo che: "Mentre il film potrebbe sembrare un'antologia di vignette senza una grande trama dietro, ogni momento è curato dall'amore di Anderson per i suoi personaggi stravaganti".
Inoltre il film è stato inserito nelle "liste dei migliori film dell'anno" da Vogue, The New Yorker, IndieWire e molti altri giornali e siti.

## Riconoscimenti
- 2022 – Golden Globe
  - Candidatura alla migliore colonna sonora ad Alexandre Desplat
- 2022 – British Academy Film Awards
  - Candidatura alla migliore colonna sonora ad Alexandre Desplat
  - Candidatura alla migliore scenografia ad Adam Stockhausen e Rena DeAngelo
  - Candidatura ai migliori costumi a Milena Canonero
- 2022 – Critics' Choice Awards
  - Candidatura al miglior film commedia
  - Candidatura alla miglior scenografia ad Adam Stockhausen e Rena DeAngelo
- 2022 – Satellite Award
  - Candidatura al miglior film commedia o musicale
  - Candidatura alla miglior colonna sonora ad Alexandre Desplat
  - Candidatura alla miglior scenografia ad Adam Stockhausen e Rena DeAngelo
- 2022 – Writers Guild of America Award
  - Candidatura alla miglior sceneggiatura originale a Wes Anderson